# Javier Martínez de Morentín
Javier Martínez de Morentin López (Los Arcos, Navarra, 23 de novembre de 1887-Sòria, 27 de gener de 1949) fou un polític carlí navarrès, diputat a les Corts durant la Segona República Espanyola

## Biografia
Durant la dictadura de Primo de Rivera fou president de la Federació Agro-Social de Navarra (1924-1929) i diputat de la Diputació Foral de Navarra per la merindad d'Estella en 1928. A les eleccions de novembre de 1933 i de febrer de 1936 fou elegit diputat per Navarra dins la coalició electoral Bloc de Dretes.
Durant la Guerra Civil va formar part de la Junta Central Carlina de Guerra de Navarra, en la que fou delegat d'Armament. Va ser una de les personalitats encarregades de gestionar el bescanvi de presoners amb els republicans. En 1948 fou nomenat vicepresident de la Diputació Foral de Navarra i president de la Institució Príncipe de Viana quan va dimitir el comte de Rodezno, Tomás Dominguez Arévalo. El 1943 també fou nomenat procurador en Corts com a membre de la Junta Extraordinària de la Delegació Nacional de Sindicats.
Va morir el 27 de gener de 1949 en un accident d'automòbil.